# 黄皓
黄 皓（こう こう）は、中国三国時代の宦官。蜀漢に仕えた。卑しい身分から出世して、劉禅の寵愛を受けて権力を掌握し、政治を壟断して蜀漢の滅亡を招いた。

## 経歴
諸葛亮の死後、劉禅に寵愛され引き立てられた。監視役の董允の存命中は黄門丞という低い役職のままであったが、陳寿によると後を継いだ陳祗の政治は帝にへつらい宦官におもねるものであったとされ、記録によると黄皓は陳祗の代になって黄門令に昇進した。後主伝によると黄皓がはじめて政治的な権限を手中にしたのは陳祗の死後である258年からだとされ、陳祗の死後は一気に中常侍・奉車都尉へ昇格し、国の実権を握るようになった。
景耀5年（262年）、姜維を追放して代わりに閻宇を立てようと画策した。この画策は黄皓の独断ではなく、諸葛瞻・董厥も同調している。姜維は黄皓の専横を憎み、処刑するよう劉禅に請願したが聞き入れられなかったため、黄皓や諸葛瞻らによる身の危険を感じて以降成都に帰還出来なくなった。なお、黄皓は『三国志』の著者である陳寿が蜀漢に仕えていた際、彼を憎んで免職にしている。また、甘陵王の劉永は黄皓を憎んでいたため、このことで黄皓から讒訴され、十余年に亘って朝廷への謁見が許されなかった。更に羅憲も黄皓に阿らなかったため、中央から巴東太守に左遷されている。諸葛瞻・董厥・樊建は当時の政務を担っていたが、互いに庇い合うばかりで黄皓の専横を止めることができず、政治の乱れを矯正できなかった（ただ、樊建は黄皓と親しくすることがなかった）。一方で郤正は、宮廷内の官職に就いてからというもの、彼と屋敷を並べて働くこと30年にも亘った（このことから、遅くとも建興11年（233年）の時点で彼が仕官して暫く時間が経過していることが分かる）が、気に入られも憎まれもしなかったため、官位も600石（地方の太守が2000石）を超えることがなく、讒言による被害も免れている。　
また同時期に、蜀での使者の任務を終えて帰った呉の薛珝は、孫休に蜀の政治を問われた際、黄皓の名前を挙げてはいないが「主は暗愚で過ちに気付かず、臣下は我が身が可愛くて、一向に罪を被らない様に努め、朝政でも正言を聞くことが出来無い」と言っている。呉の張悌は宦官が蜀の朝政を恣にしているため、国家の正式な政令が権威を持っていないと断じた。
翌景耀6年（263年）、魏が攻撃準備をしていると姜維から援軍要請があったが、黄皓は鬼神や巫女の神託を信じ、敵が来ないと考えていたため、劉禅にこのことを採り上げないよう意見した。そのため、蜀は迎撃体制が整わぬまま魏の攻撃を迎えることになった。綿竹で魏軍と戦った諸葛尚は、魏に敗れた際「早く黄皓を斬らなかったがためにこんなことになってしまった。生きていて何になろう」と言って突撃し、戦死した。
蜀滅亡後、魏の鄧艾は成都に入ると黄皓の邪悪・陰険さを聞き知り、逮捕・幽閉して殺害しようとした。しかし黄皓は、鄧艾の側近に手厚く賄賂を贈ったため死を免れた。

## 三国志演義での扱い
小説『三国志演義』では史実よりかなり早く、諸葛亮の存命中から権力を握った佞臣として登場する。魏から賄賂を貰って姜維を北伐の前線から呼び戻すなど、私腹を肥やす悪辣な人物として描かれる。蜀漢滅亡の直前には、江油城の落城を隠蔽したりと滅亡を招いた最大の元凶にされている。成都を攻略した鄧艾から処刑されそうになるが、その部下に賄賂を渡して一時死を免れる。しかし、これが司馬昭に露見したことで彼に憎まれ、後に司馬昭の手によって五体を斬り刻まれて処刑されることになっている。

## 後世の評価
- 晉陳壽：「祗死後，皓從黃門令為中常侍、奉車都尉，操弄威柄，終至覆國。」[1]
- 晉常璩《華陽國志》は、諸葛尚：「父子荷國重恩，不早斬黃皓，以致傾敗，用生何為！」
- 唐李密：「安樂公得諸葛亮而抗魏，任黃皓而喪國。」[2]
- 唐李吉甫《元和郡縣誌》は、諸葛瞻：「吾內不除黃皓，外不制姜維，進不守江油。吾有三罪，何面而反？」
- 宋司馬光《資治通鑑·卷七十八》は、姜維：「皓奸巧專恣，將敗國家。」
- 宋司馬光《資治通鑑·卷七十八》は、劉禅：「皓趨走小臣耳。」
- 明張岱《夜航船·人物部》は、張岱：「蜀漢宦官黃皓便辟佞慧，後主愛之。」
- （《匯評三國志演義》）は、鍾敬伯：「西蜀基業，百計而得之，百戰而守之，卒為黃皓所蠱，使與漢火俱燼。」